# Francisco Carolinum
Das Francisco Carolinum ist ein Kunstmuseum in Linz, Oberösterreich. Es wurde nach Plänen der Düsseldorfer Architekten Otto von Els und Bruno Schmitz erbaut, durch Kaiser Franz Joseph I. am 29. Mai 1895 eröffnet und widmet sich nationalen und internationalen Positionen der Fotografie und Medienkunst. Am 24. April 2021 erwarb das Museum, als eines der ersten weltweit, einen virtuellen Standort im Metaverse Cryptovoxels. Das DFC Francisco Carolinum befindet sich auf der Insel San Francisco in der Clarion Alley 17.

## Geschichte
Im Jahr 1854 beschloss der Oberösterreichische Kunstverein auf Anregung seines Vizepräsidenten Adalbert Stifter, nicht nur Ausstellungen auszurichten, sondern auch Kunstwerke für den Aufbau einer eigenen „Landesgalerie“ anzukaufen, um dadurch einen Beitrag für die „Erbauung und Bildung des Bürgertums“ zu leisten und dem „Volke allzeit die Anschauung guter, ernster Kunst als bestes Erziehungs- und Veredelungsmittel zu ermöglichen“. Als erstes Werk wurde im Mai 1855 das großformatige Gemälde „Schiffbruch an der Insel Capraja im Ligurischen Meere“ vom „hervorragenden Landschafts- und Marinemaler“ Hermann Mevius aus der Düsseldorfer Schule erworben.
1883 wurde der durch einen Wettbewerb ausgezeichnete Bau der Düsseldorfer Architekten Otto van Els und Bruno Schmitz genehmigt und 1884 begonnen. Die Bauführung besorgte der Linzer Architekt Hermann Krackowizer. Schmitz, der künftig alleine für den Bau verantwortlich zeichnete, griff die Idee des Zentralbaus auf, der erstmals im Museum der bildenden Künste in Leipzig (1856–1858) von Ludwig Lange Anwendung gefunden hatte.
Ende 1892 waren die Bauarbeiten weitgehend abgeschlossen. Im Januar 1893 begann die Aufstellung der Sammlungen. Der Entwurf des 110 Meter langen Figurenfrieses aus Stotzinger Sandstein stammt von Melchior zur Strassen aus Leipzig, die Ausführung besorgte Rudolf von Cöllen aus Leipzig. Das Werk visualisiert die Geschichte Oberösterreichs seit der Keltenzeit bis zu den Habsburgern. Das monumentale Treppenhaus im Innern öffnet sich bis zur gläsernen Kuppel. Franz Attorner malte in den Lünetten die vier Viertel des Landes Oberösterreich.

## Landesgalerie

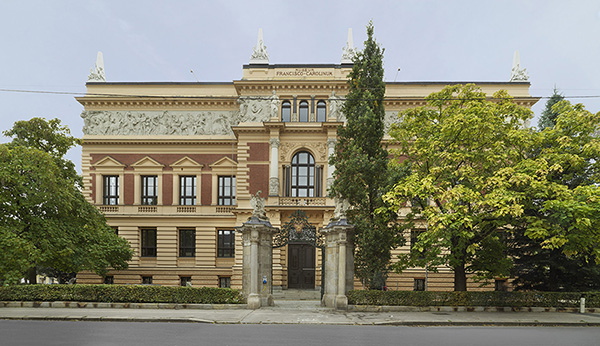
Ansicht von der Museumstrasse

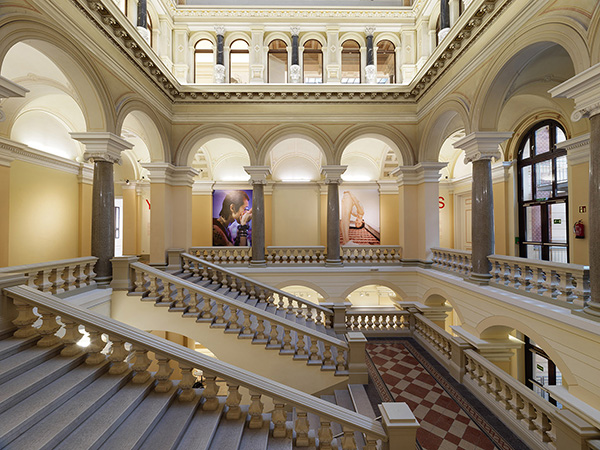
Innenansicht des Museum Francisco Carolinum

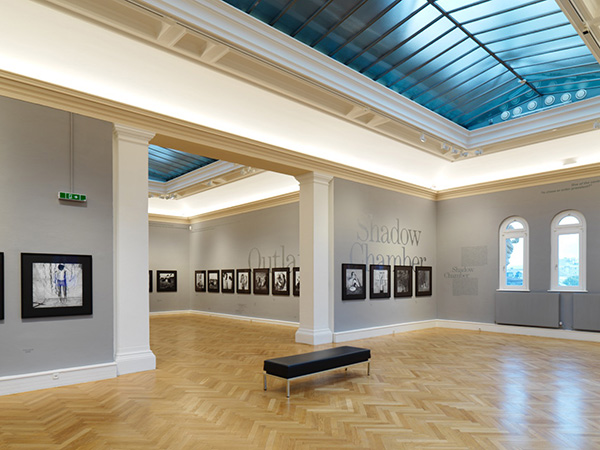
Ausstellung Roger Ballen in den neu restaurierten Ausstellungsräumen.

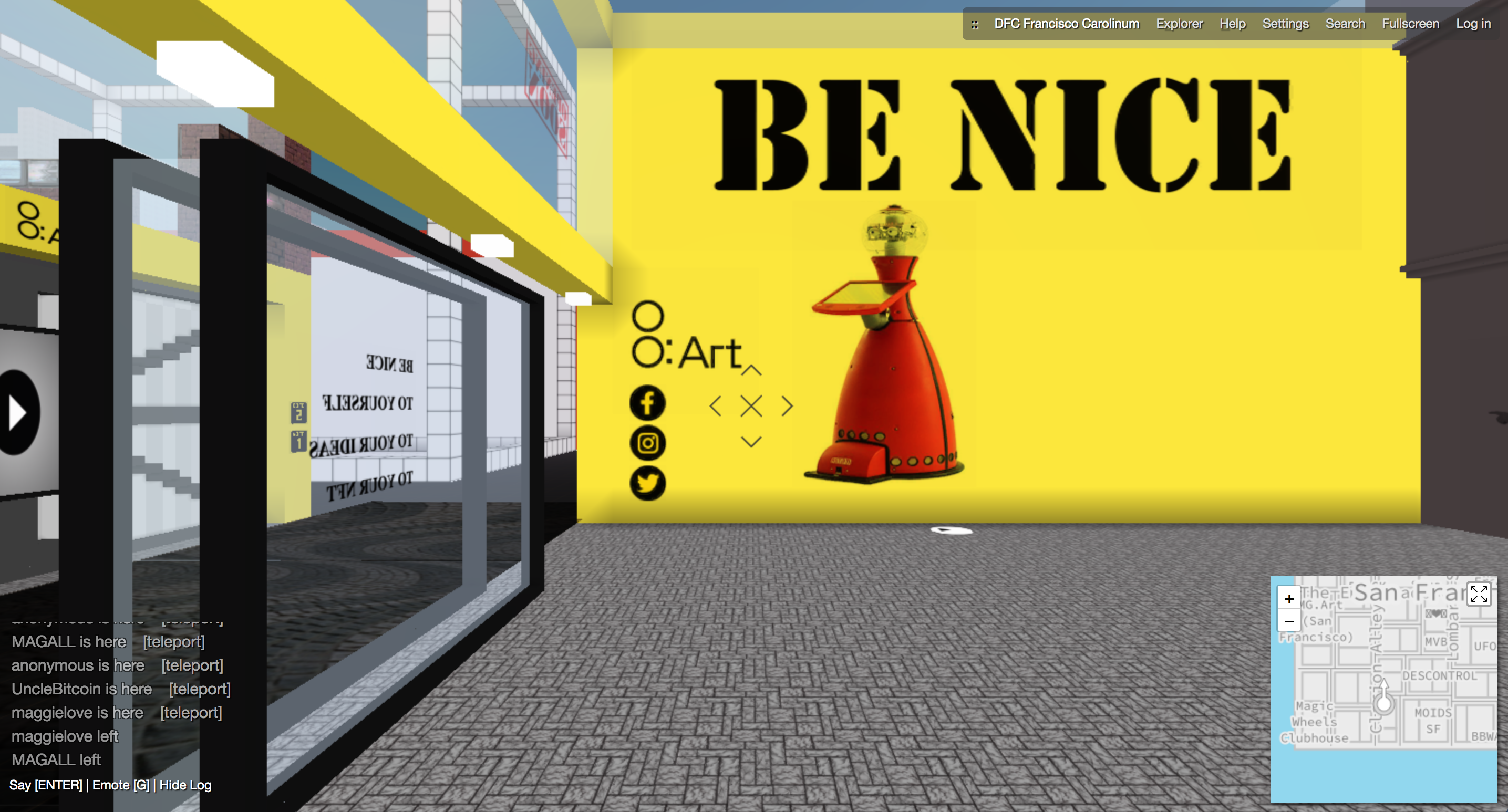
Das DFC Francisco Carolinum, eines der ersten Kunstmuseen im Metaverse Cryptovoxels

Mit der Eröffnung des Francisco Carolinum 1895 übersiedelte auch die Landesgalerie in das neue Museumsgebäude. Sie war dadurch, knapp vierzig Jahre nach ihrer Gründung, erstmals sowohl räumlich als auch organisatorisch in die Struktur eines Museums eingebunden. Gleichzeitig waren die Eigentumsverhältnisse vom Kunstverein uneingeschränkt an das Land Oberösterreich übergegangen. Für die Landesgalerie wurden die Oberlichtsäle im zweiten Obergeschoß des Bauwerks adaptiert.
Obwohl die Bezeichnung „Landesgalerie“ auch weiterhin bestehen sollte, veränderte der Begriff durch den konkreten musealen Kontext im Francisco Carolinum allmählich seine ursprüngliche Bedeutung. Hatte die „Landesgalerie“ bislang eine klar umrissene und über Jahre hinweg kontinuierlich gewachsene Bildersammlung bezeichnet, so verschmolz sie zunehmend mit dem Inventar und der Identität des Museums.
Erst in den 1980er Jahren wurde die Landesgalerie mit einer kontinuierlichen Ausstellungstätigkeit zur Kunst seit 1900 neu in der Museumstraße institutionalisiert. So hat sich in knapp 100 Jahren das Francisco Carolinum radikal verändert. Die ursprüngliche Dauerpräsentation unterschiedlicher Sammlungen von 1895 wurde in einem jahrzehntelangen Prozess von einem Raumkonzept für die Realisierung von Wechselausstellungen abgelöst.

## Haus für Fotografie und Medienkunst
Seit April 2020 widmet sich das Francisco Carolinum nationalen und internationalen Positionen der Fotografie und Medienkunst. Dafür wurden die Säle im ersten und im zweiten Obergeschoß von den Vorsatzwänden befreit, die Oberlichtfenster geöffnet und damit die Innenräume in den ursprünglichen Zustand versetzt.

## Ausstellungen
- He Yunchang: The Golden Sunshine. 12. Okt. 2021 – 20. Feb. 2022, Eröffnung mit Ai Weiwei.[2]
- Aneta Grzeszykowska: Family Skin. 28. Okt. 2020 – 5. Apr. 2021.
- Luo Yang: Youth, Girls. 21. Okt. 2020 – 28. März 2021.
- Roger Ballen: The Place of the Mind. 14. Okt. 2020 – 14. Feb. 2021.
- VALIE EXPORT: Collection Care. 16. Mai – 13. Sept. 2020.